# Bayan Nur
Bayannur ou Bayannao'er é uma prefeitura com nível de cidade na província de Mongólia Interior, na China.